# 文库马克思主义
文库马克思主义是战间期希腊的一个激进左翼政治运动。其支持者的主要口号是“先教育后行动”，他们反对大规模抗议和产业工会主义。该运动得名于1921年出版的《马克思主义文库》杂志。
1930年—1934年，希腊的文库马克思主义组织是列夫·托洛茨基领导的国际左翼反对派的成员，并正式取名为“希腊布尔什维克列宁主义组织—文库马克思主义者”。该组织拥有大约2000名成员，是国际左翼反对派最大的成员团体，其领导人迪米特里斯·乔托普洛斯（化名“维特”）在国际左翼反对派书记处占有重要位置。
在1933年—1934年乔托普洛斯与托洛茨基的争吵之后，文库马克思主义者退出国际左翼反对派。1930年代后期，他们与国际革命马克思主义中心（伦敦局）结盟，并成立希腊共产主义文库马克思主义党。尽管该党在梅塔克萨斯独裁政权的镇压下幸存下来，但在第二次世界大战末期和希腊内战期间，其成员遭到右翼团体和希腊共产党领导的希腊人民解放军的日益猛烈的打击。1951年，希腊共产主义文库马克思主义党瓦解。